# دیمون هریس

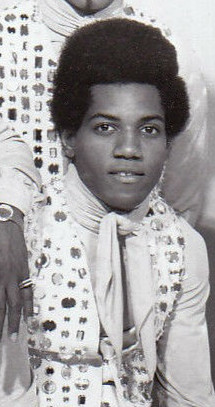
دیمون هریس ۱۹۵۰-۲۰۱۳

دیمون هریس (انگلیسی: Damon Harris؛ ۱۷ ژوئیهٔ ۱۹۵۰ – ۱۸ فوریهٔ ۲۰۱۳) یک موسیقی‌دان بود. وی بین سال‌های ۱۹۶۶ تا ۱۹۷۸ میلادی فعالیت می‌کرد.